# Ильдебад
Ильдебад (Хильдебад) — король остготов в 540—541 годах.

## Биография
После отказа Велисария стать королём готов, остготские вожди обратились с предложением короны к Урайя, племяннику Витигеса, занимавшему Тицин и пользовавшимся между ними в последнее время наибольшим признанием, но он отказался в пользу Ильдебада, храброго полководца, племянника Теудиса, короля вестготов.
После падения Равенны и пленения короля Витигеса ситуация в Италии складывалась следующим образом. Частично на юг от реки По, а главным образом на север от неё сосредоточивались небольшие отряды готов. Отдельные вожди расположились с подчиненными им дружинами по разным областям и в мирное время наводили страх на сельское население грубыми насилиями, вымогательствами и грабежами.
Королевство Ильдебада поначалу вряд ли состояло более чем из полоски земли от Павии до Вероны, и ему подчинялось всего 1000 готских воинов, составлявших гарнизон города Тичино. Однако Ильдебад сумел быстро добиться успеха. Тарбезий (совр. Тревизо) был сильнейшей крепостью в центре провинции Венеция. Его удерживали «императорские» герулы. Ильдебад перешёл в наступление и в сражении под Тарбезием уничтожил единственную римскую армию, стоявшую севернее реки По, под командованием Виталия, который носил звание главнокомандующего Иллириком. Виталий бежал, сохранив лишь немногих из своих воинов, большинство же войска он потерял в бою. В этом сражении пало и большинство герулов, погиб и начальник герулов Висандр. Командиром гарнизона Тарбезий стал племянник Ильдебада Тотила. После одержанной им победы над Виталием, Ильдебад сделался народным героем; теперь число готов, поддерживающих Ильдебада, увеличилось. За короткое время тот захватил обе провинции — Лигурию и Венецию.
За отозванием Велисария, которого предположено было отправить на восток против персов, в Италии военная и гражданская власть была разделена между разными вождями: Бессой, Иоанном и Константианом, причём последний получил под свою власть Равенну и её гарнизон. Оставшуюся без главнокомандующего италийскую армию императора поразило повальное дезертирство. Дальнейшая продолжительность готской войны объясняются двумя обстоятельствами: во-первых, слабыми военными силами, которыми действовали византийцы против готов; во-вторых, дурной администрацией тех городов, которые подпадали под власть Византии, почему римляне скоро начали раскаиваться в сочувствии к византийцам. Суровые, даже разорительные, налоги — фиск хотел взыскать недоимки с момента смерти Теодориха Великого — разлагали армию и гражданское население. В то же время император урезал выплаты денег войскам, если вообще не приостановил их.
Во второй период войны роли переменились. Теперь готы стали наступающей стороной, а византийцы должны были защищаться в занятых ими областях к югу от реки По. Ильдебад и Урайя даже позволили себе устроить кровавую междоусобицу, не опасаясь нападения византийских солдат. Урайя в этой борьбе пал. Предание говорит, что эта беда случилась из-за столкновения их жён. Жена Урайи отличалась и богатством, и телесной красотой, занимая безусловно первое место среди всех женщин в кругу тогдашних варваров. Как-то она пошла в баню, одетая в блестящие одеяния с удивительными украшениями, сопровождаемая большой свитой. Увидав там жену Ильдебада, одетую в простые одежды, она не только не приветствовала её как супругу короля, но даже, взглянув на неё с презрением, нанесла ей оскорбление. Король же вступился за честь жены.
Но политическая роль Ильдебада была весьма кратковременна: он был убит во время пира гепидом из своей личной охраны. Дело в том, что когда этот гепид находился в походе, Ильдебад по неведению ли, или руководясь каким-либо другим основанием, выдал замуж его невесту за кого-то другого.